# Пертевниял валиде султан
Пертевниял валиде султан (Pertevniyal valide sultan с истинско име Besime) е съпруга на султан Махмуд II и майка на султан Абдул Азис. Произходът и е цигански– родом е от Княжество Влахия. Родена е през 1812 г. и умира през 1883 г. в Константинопол. Властна и силна жена, тя става известна с факта, че зашлевява плесница на френската императрица Евгения при посещението ѝ в Истанбул.